# Positive und normative Ökonomik
Die Unterscheidung zwischen positiver und normativer Ökonomik ist eine Dichotomie in der Volkswirtschaftslehre.

## Positive Ökonomik und Analyse
Die positive Ökonomik umfasst die Analysen und Theorien über die ökonomische Welt, behandelt also deskriptiv die Fakten. Es handelt sich um eine positive Wissenschaft. Die Gültigkeit einer derart getroffenen Aussage kann beispielsweise durch statistische Daten widerlegt werden.
Die positive Analyse in der Volkswirtschaftslehre beschäftigt sich mit den ökonomischen Konsequenzen eines bestimmten Ereignisses bzw. einer bestimmten politischen Maßnahme. Dies geschieht unabhängig davon, ob diese Konsequenzen wünschenswert sind oder nicht. Die Analyse erfolgt unter der Leitfrage „Was ist und warum ist es so, wie es ist?“. Eine Frage der positiven Analyse ist demnach „Wie wird sich die Arbeitslosigkeit entwickeln?“.

## Normative Ökonomik und Analyse
Die normative Ökonomik befasst sich mit Diskursen über Wirtschaftsordnung, politischen Zielen und Absichten. Sie basiert daher auf Wertvorstellungen und sozialen Normen und ist präskriptiv (verordnend). Es handelt sich um eine normative Wissenschaft. So trifft beispielsweise die Wohlfahrtsökonomik Aussagen darüber, ob bestimmte Veränderungen wünschenswert sind.
Die normative Analyse in der Volkswirtschaftslehre beschäftigt sich vor allem mit der Frage „Was sollte sein?“. Diese Analyse ist eine über eine Prognose hinausgehende Bewertung, die z. B. auf die Frage „Was ist das Beste?“ näher eingeht. Eine normative Analyse enthält nicht selten Werturteile. Dies kann eine eigene Meinung darstellen. In der Wirtschaftspolitik kann bei Vorliegen von Prognosen, die Werturteile enthalten, nicht genau gesagt werden, welche die beste Politik ist. Die normative Analyse fragt beispielsweise „Sollte die Arbeitslosigkeit reduziert werden?“.

## Unterscheidung
Der positiven Analyse steht die normative Analyse gegenüber und der normativen Analyse steht die positive Analyse gegenüber. Obwohl diese Unterscheidung auf den ersten Blick unkompliziert erscheint, ist sie Gegenstand wirtschaftsphilosophischer Diskussionen, die bis in die Antike zurückgehen und von David Hume intensiv geführt wurden (siehe Humes Gesetz). Während in seinem Buch The Scope and Method of Political Economy John Neville Keynes (1890) noch von einer Dreiteilung der Disziplin in positive, normative und angewandte Ökonomik spricht ("art of economics"), wobei letztere unter Verwendung von Erkenntnissen aus positiver und normativer VWL sowie von anderen Sozialwissenschaften (Politik, Soziologie) Handlungsvorschläge für die praktische Politik formulieren soll, wird in Milton Friedmans berühmtem Essay "The Methodology of Positive Economics" (1953) von einer Zweiteilung in positive und normative Ökonomik ausgegangen. Allerdings wird in Frage gestellt, ob eine rein positive Analyse überhaupt möglich ist, weil bestimmte Wertvorstellungen schon implizit hinter der Wahl der Modelle und Begriffe stehen.